# Menhir San Totaro

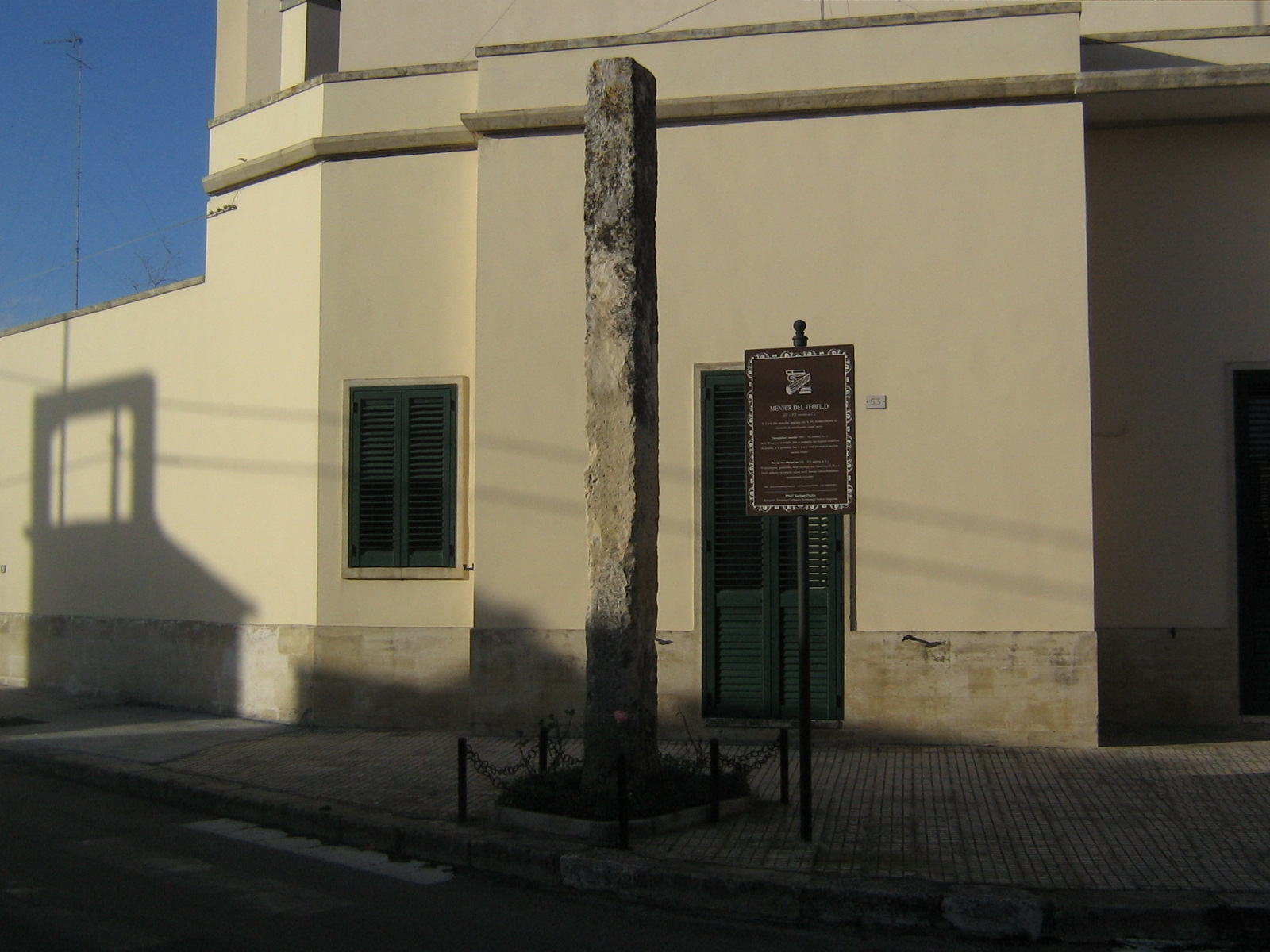
Der Menhir San Totaro oder del Teofilo

Der Menhir (di) San Totaro (auch Menhir del Teofilo, lokal Santu Tortaro oder de lu chiofilu genannt) steht am Straßenrand in der Via Teofilo, im Bereich der Kreuzung mit der Via Stefano Sergio, in Martano in der Provinz Lecce in der Region Salent im Süden von Apulien in Italien.
Der 4,7 m hohe Menhir mit einem Querschnitt von 48 × 33 cm ist der höchste Monolith in Apulien.
In der Nähe wurde eine uralte unterirdische Ölpresse (italienisch Frantoio ipogeo) entdeckt.
Die 79 apulischen Menhire sind zum Teil geometrisch und schlank (Casamassima). Andere haben anthropomorphe oder taukreuzartige (Menhir von Vardare in Diso) Proportionen.
In der Nähe liegt die Specchia dei Mori.